# Xylopia crinita
Xylopia crinita är en kirimojaväxtart som beskrevs av Robert Elias Fries. Xylopia crinita ingår i släktet Xylopia och familjen kirimojaväxter. Inga underarter finns listade i Catalogue of Life.